# 塔拉里拉斯
34°15′58″S 57°37′1″W / 34.26611°S 57.61694°W

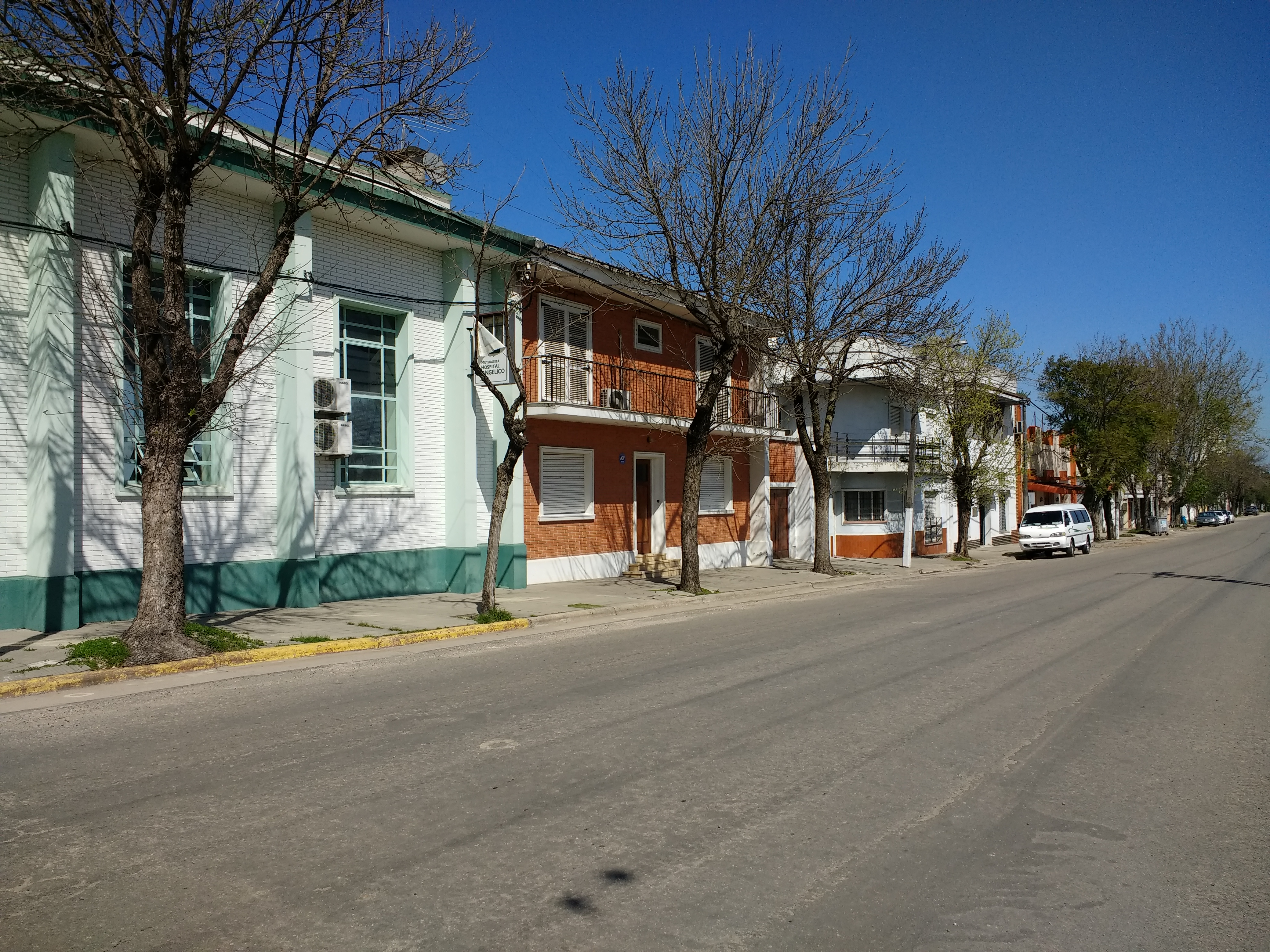

塔拉里拉斯（西班牙語：Tarariras），是烏拉圭的城鎮，位於該國南部，由科洛尼亞省負責管轄，處於科洛尼亞德爾薩克拉門托東北面28公里，始建於1892年，海拔高度73米，2011年人口6,632。